# Cathedral Range State Park
Cathedral Range State Park är en park i Australien. Den ligger i delstaten Victoria, omkring 83 kilometer nordost om delstatshuvudstaden Melbourne.
Runt Cathedral Range State Park är det mycket glesbefolkat, med 3 invånare per kvadratkilometer.. Närmaste större samhälle är Marysville, omkring 15 kilometer söder om Cathedral Range State Park. 
I omgivningarna runt Cathedral Range State Park växer i huvudsak städsegrön lövskog. Genomsnittlig årsnederbörd är 1 356 millimeter. Den regnigaste månaden är juli, med i genomsnitt 153 mm nederbörd, och den torraste är januari, med 55 mm nederbörd.